# 田东村
田东村，是中华人民共和国江西省抚州市南丰县白舍镇下辖的一个村。
2023年，田东村公布为第六批中国传统村落。

## 文物保护单位
| 南广苏维埃政府旧址（李家大屋） | 361023-2-5-002 | 近现代重要史迹及代表性建筑 | 1930年4月 | 白舍镇田东村 |  |